# Segunda Categoría de Santa Elena 2017
El Campeonato Provincial de Fútbol de Segunda Categoría de Santa Elena 2017 fue un torneo de fútbol en Ecuador en el cual compitieron equipos de la Provincia de Santa Elena. El torneo fue organizado por Asociación de Fútbol No Amateur de Santa Elena (AFNASE) y avalado por la Federación Ecuatoriana de Fútbol. El torneo empezó el 6 de mayo de 2017 y finalizó el 16 de julio de 2017. Participaron 4 clubes de fútbol y entregó 1 cupo al Zonal de Ascenso de la Segunda Categoría 2017 por el ascenso a la Serie B.

## Sistema de campeonato
El sistema determinado por la Asociación de Fútbol No Amateur de Santa Elena fue el siguiente:
- Se jugó dos etapas con los 4 equipos establecidos, fue todos contra todos ida y vuelta (6 fechas) cada etapa dando un total de 12 fechas entre las dos etapas, al final el equipo que terminó en primer lugar clasificó a los zonales  de Segunda Categoría 2017.

## Equipos participantes
| Equipos participantes                      | Equipos participantes | Equipos participantes          |
| ------------------------------------------ | --------------------- | ------------------------------ |
|                                            |                       |                                |
| Equipo                                     | Ciudad                | Estadio                        |
| Club Deportivo Juvenil Carlos Borbor Reyes | Salinas               | Estadio El Dorado de Anconcito |
| Club Deportivo Duros del Balón             | Salinas               | Estadio El Dorado de Anconcito |
| Club Deportivo Chanduy                     | Santa Elena           | Estadio El Dorado de Anconcito |
| Club Deportivo Sport Bilbao SV             | Anconcito             | Estadio El Dorado de Anconcito |

## Equipos por Cantón
| Cantón      | N.º | Equipos                                 |
| ----------- | --- | --------------------------------------- |
| Salinas     | 2   | - Carlos Borbor Reyes - Duros del Balón |
| Santa Elena | 2   | - Deportivo Chanduy - Sport Bilbao SV   |

## Clasificación
|  |    | Equipo              | PJ | PG | PE | PP | GF | GC | DG  | PTS |
|  | -- | ------------------- | -- | -- | -- | -- | -- | -- | --- | --- |
|  | 1. | Duros del Balón     | 8  | 8  | 0  | 0  | 42 | 1  | +41 | 24  |
|  | 2. | Sport Bilbao        | 8  | 4  | 0  | 4  | 14 | 15 | -1  | 12  |
|  | 3. | Deportivo Chanduy   | 8  | 3  | 0  | 5  | 12 | 30 | -18 | 9   |
|  | 4. | Carlos Borbor Reyes | 8  | 1  | 0  | 7  | 8  | 30 | -22 | 3   |

|  | Campeón y clasificado a los zonales de Segunda Categoría 2017. |

## Evolución de la clasificación

### Primera vuelta
| Equipo / Jornada    | 01 | 02 | 03 | 04 | 05 | 06 |
| ------------------- | -- | -- | -- | -- | -- | -- |
| Duros del Balón     | 1  | 1  | 1  | 1  | 1  | 1  |
| Sport Bilbao        | 3  | 4  | 3  | 2  | 2  | 2  |
| Deportivo Chanduy   | 4  | 3  | 4  | 4  | 3  | 3  |
| Carlos Borbor Reyes | 2  | 2  | 2  | 3  | 4  | 4  |

### Segunda vuelta
| Equipo / Jornada    | 07 | 08 | 09 | 10 | 11 | 12 |
| ------------------- | -- | -- | -- | -- | -- | -- |
| Duros del Balón     | 1  | 1  | 1  | 1  | 1  | 1  |
| Sport Bilbao        | 2  | 2  | 2  | 2  | 2  | 2  |
| Deportivo Chanduy   | 3  | 3  | 3  | 3  | 3  | 3  |
| Carlos Borbor Reyes | 4  | 4  | 4  | 4  | 4  | 4  |

## Resultados

### Primera vuelta
| Sport Bilbao      | 1 - 2  | Carlos Borbor Reyes | El Dorado | 6 de mayo | 14:00 |
| Deportivo Chanduy | 1 - 11 | Duros del Balón     | El Dorado | 6 de mayo | 16:00 |

| Carlos Borbor Reyes | 1 - 3 | Deportivo Chanduy | El Dorado | 13 de mayo | 14:00 |
| Duros del Balón     | 6 - 0 | Sport Bilbao      | El Dorado | 13 de mayo | 16:00 |

| Deportivo Chanduy   | 0 - 2 | Sport Bilbao    | El Dorado | 20 de mayo | 14:00 |
| Carlos Borbor Reyes | 0 - 2 | Duros del Balón | El Dorado | 20 de mayo | 16:00 |

| Carlos Borbor Reyes | 0 - 6 | Sport Bilbao      | El Dorado | 27 de mayo | 14:00 |
| Duros del Balón     | 7 - 0 | Deportivo Chanduy | El Dorado | 27 de mayo | 16:00 |

| Sport Bilbao      | 0 - 5 | Duros del Balón     | El Dorado | 3 de junio | 12:00 |
| Deportivo Chanduy | 5 - 3 | Carlos Borbor Reyes | El Dorado | 3 de junio | 16:00 |

| Duros del Balón | 6 - 0 | Carlos Borbor Reyes | El Dorado | 10 de junio | 12:00 |
| Sport Bilbao    | 1 - 0 | Deportivo Chanduy   | El Dorado | 10 de junio | 16:00 |

### Segunda vuelta
| Deportivo Chanduy | 0 - 4 | Duros del Balón     | El Dorado | 24 de junio | 12:00 |
| Sport Bilbao      | 4 - 1 | Carlos Borbor Reyes | El Dorado | 24 de junio | 16:00 |

| Duros del Balón     | 1 - 0 | Sport Bilbao      | El Dorado | 1 de julio | 12:00 |
| Carlos Borbor Reyes | 1 - 3 | Deportivo Chanduy | El Dorado | 1 de julio | 16:00 |

| Deportivo Chanduy   | - | Sport Bilbao    | No se programó | No se programó | No se programó |
| Carlos Borbor Reyes | - | Duros del Balón | No se programó | No se programó | No se programó |

| Carlos Borbor Reyes | - | Sport Bilbao      | No se programó | No se programó | No se programó |
| Duros del Balón     | - | Deportivo Chanduy | No se programó | No se programó | No se programó |

| Sport Bilbao      | - | Duros del Balón     | No se programó | No se programó | No se programó |
| Deportivo Chanduy | - | Carlos Borbor Reyes | No se programó | No se programó | No se programó |

| Duros del Balón | - | Carlos Borbor Reyes | No se programó | No se programó | No se programó |
| Sport Bilbao    | - | Deportivo Chanduy   | No se programó | No se programó | No se programó |

## Campeón
|                                                                                                 |
|                                                                                                 |
| Club Deportivo Duros del Balón 1.er Título Clasifica a los zonales de la Segunda Categoría 2017 |